# Miquel Peralta Viñes
Miquel Peralta Viñes (Alcoi, 23 de juliol de 1962) és un advocat i polític valencià, alcalde d'Alcoi, conseller de la Generalitat Valenciana i diputat a les Corts Valencianes i al Congrés dels Diputats.

## Biografia
Llicenciat en dret per la Universitat de València i militant del Partit Popular, fou escollit regidor d'hisenda d'Alcoi a les eleccions municipals espanyoles de 1995 i 1999, i en fou alcalde el 2000-2003. També ha estat vicepresident primer de la Diputació Provincial d'Alacant el 2000.
Deixà l'alcaldia quan fou nomenat Conseller d'Indústria, Comerç i Turisme de la Generalitat Valenciana el 21 de juny de 2003, càrrec que va deixar el 27 d'agost de 2004, quan fou nomenat Conseller de Justícia, Interior i Administracions Públiques. En juny de 2007 deixà la conselleria i fou elegit diputat a les eleccions a les Corts Valencianes de 2007. Tanmateix, el 2008 deixà l'escó per presentar-se a les eleccions generals espanyoles de 2008, en els que fou elegit diputat per la província d'Alacant. De 2008 a 2011 ha estat secretari segon de la Comissió Mixta de Relacions amb el Defensor del Poble